# Ahmar El Ain
Ahmar El Ain (em árabe: أحمر العين) é uma comuna localizada na província de Tipasa, Argélia. Sua população estimada em 2008 era de 29 566 habitantes.